# Christina Luoma
Christina Luoma, född i Varberg, är en svensk skådespelare och programledare i TV.
Luoma har arbetat som programledare på ZTV, bland annat i TV-programmet ZTV presenterar.

## Filmografi (urval)
- 2004 – Camp Slaughter
- 2006 – En natt